# Pépinières et roseraies Paul Croix
Les Pépinières et Roseraies Paul Croix sont situées à Bourg-Argental dans le département de la Loire (France).

## Histoire
Cette pépinière doit son origine à une collection de conifères lancée en 1819 par Adrien Sénéclauze. En 1835, cette pépinière qui avait alors une superficie de 8 ha, regroupait déjà une riche collection d'arbres fruitiers, 8 000 mélèzes de deux ans, 100 000 épicéas, 50 000 rosiers, 50 000 azalées et autant de kalmias et de rhododendrons. Par la suite, sur ordonnance du roi Louis-Philippe Ier cet établissement reçut la mission de reboiser le massif du Pilat et les monts du Lyonnais.
Élie Seguenot, Jean Pallandre puis Pierre Sybille succéderont à Adrien Sénéclauze avant que Paul Croix ne reprenne en main en 1956 la destinée de cette institution en l'orientant vers la création, la multiplication et la commercialisation de nouvelles 
roses. Depuis 1999, c'est sa fille Dominique Croix qui lui a succédé à la tête de la pépinière et qui poursuit avec son mari Jacques Ranchon cette activité de rosiériste.

## Collections
La pépinière a été transformée en scènes de jardins permettant de découvrir des collections végétales exceptionnelles : plusieurs roseraies, des magnolias, des azalées, des glycines et beaucoup d'arbres.
- La grande roseraie regroupe plus de 20 000 rosiers sous forme de massifs.
- Une petite roseraie est réservée plus particulièrement à l'initiation à l'hybridation, la taille et l'entretien des rosiers.
- Une roseraie de collection regroupe 450 variétés de roses anciennes et de rosiers botaniques.

Différents bosquets mettent en scène le patrimoine végétal du domaine qui n'est pas limité aux rosiers ; ils sont agrémentés d'éléments décoratifs variés comme des statues, des fontaines, des arceaux, ...
Ce lieu a obtenu le label Jardin remarquable de France en 2010 .